# Wettringen (Mittelfranken)
Wettringen este o comună aflată în districtul Ansbach, landul Bavaria, Germania.